# Indywidualne Mistrzostwa Europy w Grass Tracku 1978
Indywidualne Mistrzostwa Europy na torze trawiastym 1978 – zawody żużlowe, mające na celu wyłonienie medalistów indywidualnych mistrzostw Europy na torze trawiastym w sezonie 1978. W finale zwyciężył Brytyjczyk Chris Baybutt.

## Finał
- Hereford, 23 lipca 1978

| Msc. | Zawodnik         | Klub            | Pkt |  |  |
| ---- | ---------------- | --------------- | --- |  |  |
| 1    | Chris Baybutt    | Wielka Brytania | 30  |  |  |
| 2    | Franz Kolbeck    | RFN             | 24  |  |  |
| 3    | Don Godden       | Wielka Brytania | 23  |  |  |
| 4    | Trevor Banks     | Wielka Brytania | 19  |  |  |
| 5    | Mike Beaumont    | Wielka Brytania | 19  |  |  |
| 6    | Peter Lampenauer | RFN             | 18  |  |  |
| 7    | Skjold Larsen    | Dania           | 18  |  |  |
| 8    | Peter Collins    | Wielka Brytania | 15  |  |  |
| 9    | Ab De Groot      | Holandia        | 14  |  |  |
| 10   | Roelof Thijs     | Holandia        | 14  |  |  |
| 11   | Hans Von Weyhe   | RFN             | 12  |  |  |
| 12   | Danny Barber     | Wielka Brytania | 11  |  |  |
| 13   | Tjalle Reitsma   | Holandia        | 9   |  |  |
| 14   | Jan Holm Nielsen | Dania           | 6   |  |  |
| 15   | Jorgen Johansen  | Dania           | 6   |  |  |
| 16   | Jurgen Goldstein | RFN             | 1   |  |  |
| 17   | Sture Lindblom   | Szwecja         | 0   |  |  |